# Tallahassee Tennis Challenger 2013
Il Tallahassee Tennis Challenger 2013 è stato un torneo di tennis facente parte della categoria ATP Challenger Tour nell'ambito dell'ATP Challenger Tour 2013. È stata la 14ª edizione del torneo che si è giocata a Tallahassee negli Stati Uniti dal 29 aprile al 5 maggio 2013 su campi in terra verde e aveva un montepremi di 50 000 $.

## Partecipanti singolare

### Teste di serie
| Nazionalità | Giocatore       | Ranking* | Testa di serie |
| ----------- | --------------- | -------- | -------------- |
| Stati Uniti | Michael Russell | 96       | 1              |
| Stati Uniti | Ryan Harrison   | 100      | 2              |
| Stati Uniti | Wayne Odesnik   | 117      | 3              |
| Stati Uniti | Jack Sock       | 120      | 4              |
| Stati Uniti | Tim Smyczek     | 123      | 5              |
| Stati Uniti | Steve Johnson   | 128      | 6              |
| Stati Uniti | Denis Kudla     | 143      | 7              |
| Germania    | Miša Zverev     | 146      | 8              |

- Ranking al 22 aprile 2013.

### Altri partecipanti
Giocatori che hanno ricevuto una wild card:
- Reid Carleton
- Dominic Cotrone
- Salif Kanté
- Austin Krajicek

Giocatori che sono passati dalle qualificazioni:
- Ilija Bozoljac
- Christian Harrison
- Greg Jones
- Michael Venus

## Partecipanti doppio

### Teste di serie
| Nazionalità | Giocatore          | Nazionalità | Giocatore       | Ranking* | Testa di serie |
| ----------- | ------------------ | ----------- | --------------- | -------- | -------------- |
| Stati Uniti | Austin Krajicek    | Stati Uniti | Tennys Sandgren | 295      | 1              |
| Stati Uniti | Alex Kuznetsov     | Germania    | Miša Zverev     | 339      | 2              |
| Colombia    | Nicolás Barrientos | Ucraina     | Denys Molčanov  | 412      | 3              |
| Regno Unito | David Rice         | Regno Unito | Sean Thornley   | 444      | 4              |

- Ranking al 22 aprile 2013.

### Altri partecipanti
Coppie che hanno ricevuto una wild card:
- Andrés Bucaro /  Benjamin Lock
- Salif Kanté /  Takura Happy

## Vincitori

### Singolare
Denis Kudla ha battuto in finale  Cedrik-Marcel Stebe con il punteggio di 6–3, 6–3

### Doppio
Austin Krajicek /  Tennys Sandgren hanno battuto in finale  Greg Jones /  Peter Polansky con il punteggio di 1–6, 6–2, [10–8]